# Caryophyllene
| Gefahrensymbol |

| keine GHS-Piktogramme |

| keine GHS-Piktogramme |

Caryophyllene (Betonung auf der vorletzten Silbe: Caryophyllene) sind Sesquiterpene, die in ätherischen Ölen enthalten sind. Es existieren α-Caryophyllen (Humulen), β-Caryophyllen (abgekürzt E-BCP für (E)-BetaCaryophyllen) und γ-Caryophyllen.

## Vorkommen

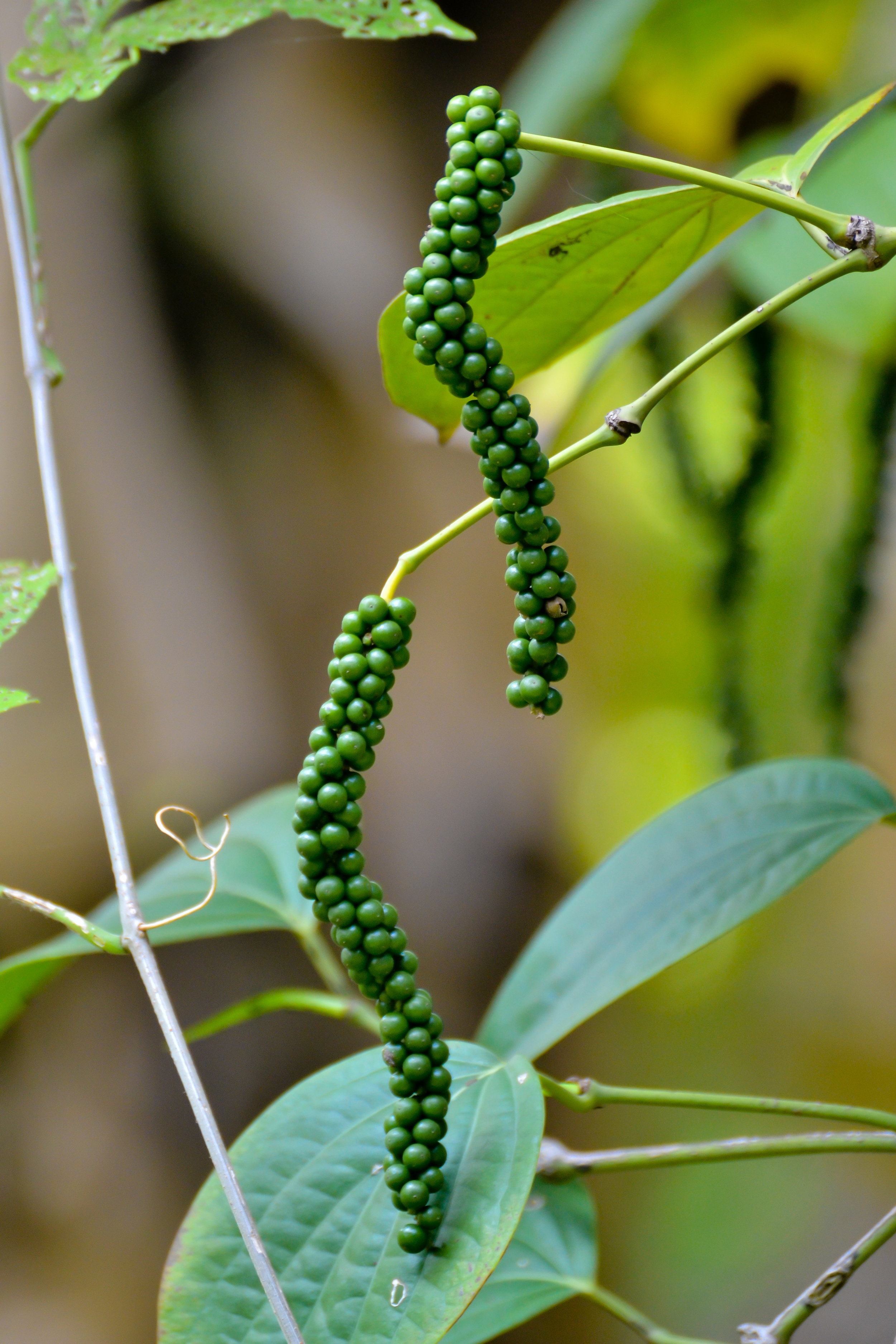
Schwarzer Pfeffer

Caryophyllene finden sich in zahlreichen Pflanzen, wie Blauer Eukalyptus (Eucalyptus globulus),  Schwarze Johannisbeeren (Ribes nigrum), Baldrian (Valeriana officinalis), Majoran (Origanum majorana), Salbei (Salvia officinalis), Eukalyptus (Eucalyptus citriodora), Gewürznelken (Syzygium aromaticum), Thymian (Thymus vulgaris), Kurkuma (Curcuma longa), Minzen (Mentha spicata, Mentha longifolia), Pfeffer (Piper nigrum) und Basilikum-Arten.
α-Caryophyllen hat eine monocyclische Struktur und kommt in Ageratum (Ageratum conyzoides) und in geringen Mengen in Perilla (Perilla frutescens), Sangura (Hyptis suaveolens) Ysop (Hyssopus officinalis) und Gamander (Teucrium cyprium) vor.
β-Caryophyllen ist bicyclisch gebaut, es findet sich unter anderem in Behaartem Zweizahn (Bidens pilosa), Pfeffer (Piper nigrum), Perilla (Perilla frutescens), Indischem Wassernabel (Centella asiatica), Harfensträuchern (Coleus barbatus), Hanf, Sternanis, Anis-Duftnessel, Rosmarin (Rosmarinus officinalis), Gewürzholz (Lindera benzoin), Arznei-Engelwurz (Angelica archangelica), Zimt (Cinnamomum verum), Oregano (Origanum vulgare), Potenzbaum (Ptychopetalum olacoides), Basilikum (Ocimum basilicum), Gewürznelken (Syzygium aromaticum), Salbei (Salvia officinalis), Mönchspfeffer (Vitex agnus-castus), Petersilie (Petroselinum crispum), Koriander (Coriandrum sativum), Balsambaum (Boswellia sacra), Sellerie (Apium graveolens), Kümmel (Carum carvi), und Hopfen.
γ-Caryophyllen wurde in Arznei-Engelwurz (Angelica archangelica) nachgewiesen.

## Wirkung
Sergio Rasmann von der Universität de Neuchâtel entdeckte 2005, dass E-BCP von Maispflanzen abgesondert wird, wenn Fraßfeinde (z. B. Maiswurzelbohrer) deren Wurzeln anfressen. Dies lockt räuberische Nematoden (Heterorhabditis megidis) an, welche die Fraßfeinde befallen.
β-Caryophyllen wird an der Luft zu Caryophyllenoxid oxidiert, einem Stoff mit schwacher allergieauslösender Wirkung; nach fünf Wochen ist etwa die Hälfte des Caryophyllens umgewandelt.

## Pharmakologie
β-Caryophyllen ist ein CB2-Cannabinoid und wirkt entzündungshemmend. Da dieser Wirkstoff im Gegensatz zu anderen bekannten Substanzen, die auf den gleichen CB2-Rezeptor, aber nicht auf den CB1-Rezeptor wirken, keine berauschende Wirkung hat, kommt dieser Naturstoff als Ausgangspunkt für die Entwicklung neuer Arzneistoffe infrage.